# Achacha (distrito)
Achacha é um distrito localizado na província de Mostaganem, Argélia, e cuja capital é a cidade de mesmo nome. A população total do distrito era de 63 644 habitantes, em 1998.[carece de fontes?]

## Comunas
O distrito está dividido em quatro comunas:
- Achacha (população: 31 360)
- Khadra (população: 12 294 [1]
- Nékmaria (população: 9 104) [1]
- Ouled Boughalem (população: 11 886) [1]